# Sojuz 7
Sojuz 7 byla kosmická loď SSSR z roku 1969, která se svou posádkou a dvěma dalšími Sojuzy kroužila na oběžné dráze Země. Podle katalogu COSPAR dostala označení 1969-086A a byla 33. letem pilotované kosmické lodě z naší planety. Její volacím znakem byl BURAN.

## Posádka
Trojčlennou posádku tvořili tito kosmonauté:
- Anatolij Filipčenko, velitel lodě, letěl poprvé, později letěl na Sojuzu 16
- Vladislav Volkov, palubní inženýr, také nováček, později letěl na Sojuzu 11
- Viktor Gorbatko, inženýr výzkumník, zde byl nováček, později letěl na Sojuzu 24 a Sojuzu 37

### Záložní posádka
- Pjotr Kolodin
- Vladimir Šatalov
- Alexej Jelisejev

## Průběh letu
Loď odstartovala z kosmodromu Bajkonur 12. října 1969 s pomocí stejnojmenné rakety. Dostala se na oběžnou dráhu ve výšce 207-226 km s dobou oběhu 88 minut. Den před ní vzlétla na orbitu Země loď Sojuz 6 a další den, 13. října 1969 loď Sojuz 8, takže řadu hodin byly na oběžné dráze Země najednou tři sovětské kosmické lodě (tzv.skupinový let) a společně také komunikovaly. V programu bylo spojení s lodí Sojuz 8, tato operace se však za pasivního přihlížení třetí lodi Sojuz 6 nezdařila. Lodě se pouze přiblížily na vzdálenost 500 metrů. Během letu bylo provedeno televizní vysílání z paluby lodi.
Přistávací kabina Sojuzu i s posádkou přistála po necelých pěti dnech letu (118 hodin) a absolvování 80 obletů Země s pomocí padáků a brzdícím motorem 17. října 1969 155 km severozápadně od Karagandy.

## Konstrukce lodě
Udaná startovací hmotnost byla 6570 kg. Loď se obdobně jako ostatní lodě Sojuz skládala ze tří částí, kulovité orbitální sekce, návratové kabiny a sekce přístrojové. Navíc měla pasivní spojovací zařízení.